# Nephthea simulata
Nephthea simulata is een zachte koraalsoort uit de familie Nephtheidae. De koraalsoort komt uit het geslacht Nephthea. Nephthea simulata werd in 1970 voor het eerst wetenschappelijk beschreven door Verseveldt. 